# Temnothorax darlingtoni
Temnothorax darlingtoni is een mierensoort uit de onderfamilie van de Myrmicinae. De wetenschappelijke naam van de soort is voor het eerst geldig gepubliceerd in 1937 door William Morton Wheeler.